# Pholcomma turbotti
Pholcomma turbotti är en spindelart som först beskrevs av Marples 1956.  Pholcomma turbotti ingår i släktet Pholcomma och familjen klotspindlar. Inga underarter finns listade i Catalogue of Life.